# Grandeza (novela)
Grandeza (1910) es una novela escrita por Tomás Carrasquilla que se desarrolla en Medellín a principios del siglo XX. En ella, el autor retrata la vida de las clases altas de la época como el arribismo, un tema recurrente en sus obras. Aunque Carrasquilla aclaró en una nota aclaratoria que la novela no tiene la intención de retratar ni ridiculizar a ninguna persona real, el personaje de Magdalena Samudio fue inspirado en una "dama harto distinguida de Medellín".
La novela está dedicada a Susana Olózaga de Cabo, diseñadora de modas y fue cofundadora de la revista femenina Athenea. Aunque no se dan detalles de ella salvo su mención en la dedicatoria.

## Argumento
La novela "Grandeza" se centra en la familia Samudio, encabezada por Juana Barrameda de Samudio, una viuda, y sus hijos: Magola (Magdalena), Tutú (María de la Cruz) y Chichí (José Joaquín). La historia se desarrolla en Medellín, aunque la familia es originaria del campo. Juana, la matriarca, intenta adaptarse al estilo de vida urbano y relacionarse con la élite, despreciando cualquier comportamiento que considere rural.
Tutú comparte las mismas ideas de su madre y es pretendida por Arturo Granda, apodado Grandeza, un rico comerciante que carece de linaje aristocrático. Magola, en cambio, tiene inclinaciones intelectuales y no está tan interesada en el dinero como su madre y hermana. A pesar de apoyar los proyectos de su madre, se niega a casarse por dinero. Chichí, por su parte, rechaza adoptar los modos urbanos y prefiere la vida de hacendado, lo que causa conflictos con su familia.
El evento central de la novela es un baile de máscaras al que Juana desea asistir con sus hijas, con la esperanza de encontrarles marido y ser aceptadas en la élite. Los acontecimientos de la novela se desarrollan en torno a este evento social, y se exploran temas como el arribismo, el clasismo y las dificultades económicas.